# Cantó de Nimes-4

El cantó de Nîmes-4 és un cantó francès del departament del Gard, a la regió d'Occitània. Està inclòs al districte de Nimes, compta amb una part de la ciutat de Nimes.